# Hraniw (Hajssyn)
Hraniw (ukrainisch Гранів; russisch Гранов Granow, polnisch Granov) ist ein Dorf im Osten der ukrainischen Oblast Winnyzja mit etwa 2700 Einwohnern (2001).

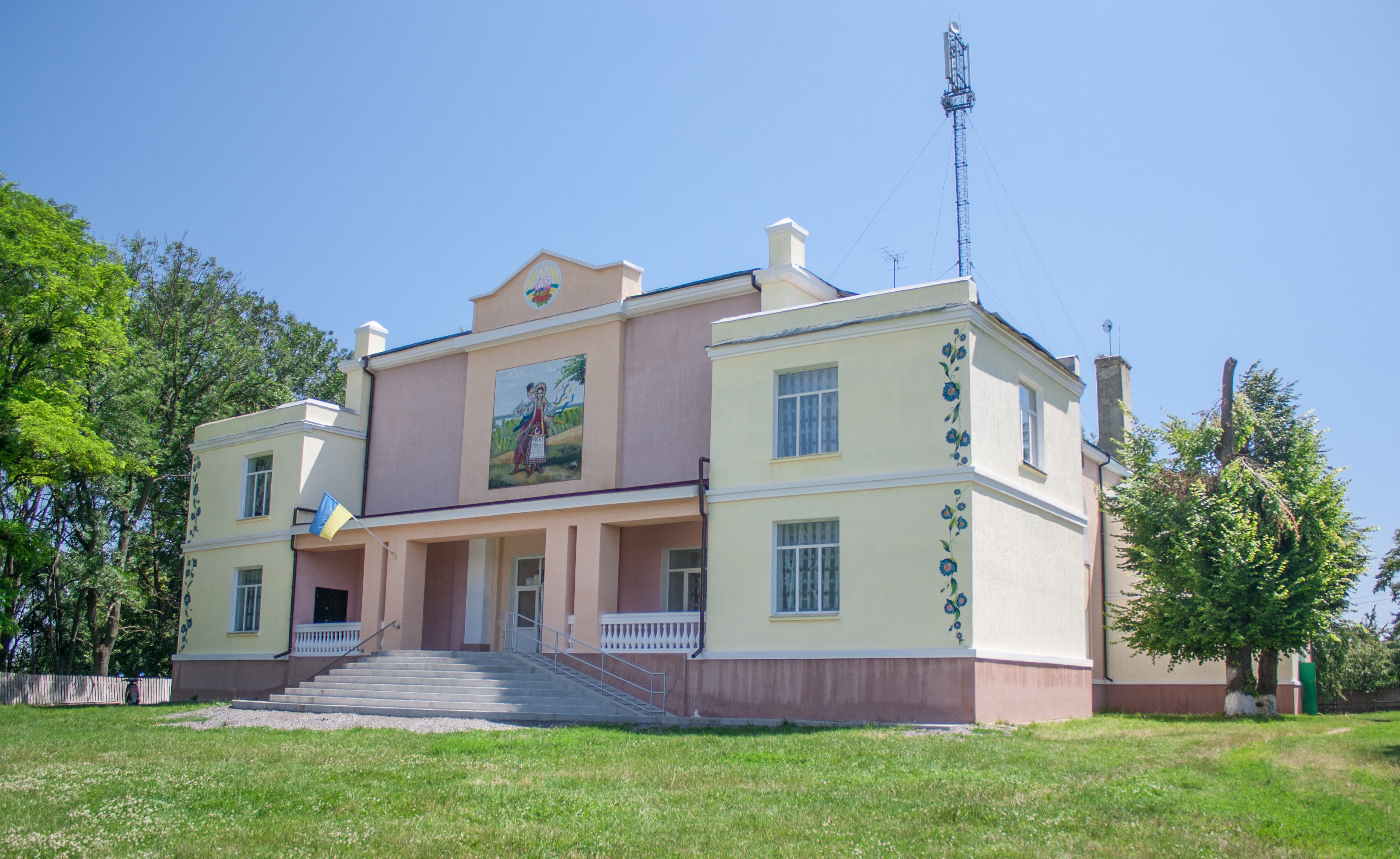
Kulturhaus im Ort

## Geschichte
Das erstmals unter dem Namen Werbytsch im ersten Viertel des 15. Jahrhunderts schriftlich erwähnte Dorf fiel 1605 an die polnische Magnatenfamilie Sieniawski. Zu dieser Zeit hatte das Dorf 140 Häuser mit 807 Einwohnern. Im 18. Jahrhundert wurde im Dorf ein Kirchengebäude errichtet. 1775 besaß Hraniw 180 Gebäude und 1923 hatte der Ort 2434 Gehöfte mit insgesamt 6779 Einwohnern. Vom 27. Juli 1941 bis zum 12. März 1944 war die Ortschaft von der Wehrmacht besetzt.

## Geografie
Die Ortschaft liegt am Ufer des Werbytsch (ukrainisch Вербич), einem 19 km langen, linken Nebenfluss des Sob (ukrainisch Соб; Flusssystem Südlicher Bug), 18 km nordöstlich vom Rajonzentrum Hajssyn und 110 km südöstlich vom Oblastzentrum Winnyzja.
Fünf Kilometer südlich vom Dorf verläuft die Fernstraße M 12/E 50.
Am 12. Juni 2020 wurde das Dorf zum Zentrum der neugegründeten Landgemeinde Krasnopilka, bis dahin bildete es die gleichnamige Landratsgemeinde Hraniw (Гранівська сільська рада/Hraniwska silska rada) im Nordosten des Rajons Hajssyn.